# Sansol
Sansol (Santsol en basque) est une commune de la communauté forale de Navarre, dans le Nord de l'Espagne. C'est aussi le nom du chef-lieu de la municipalité.
Il est situé dans la zone non bascophone de la province, dans la mérindade d'Estella et à 69 km de sa capitale, Pampelune. Le castillan est la seule langue officielle alors que le basque n’a pas de statut officiel.
Le Camino francés du Pèlerinage de Saint-Jacques-de-Compostelle passe en bordure de cette localité.

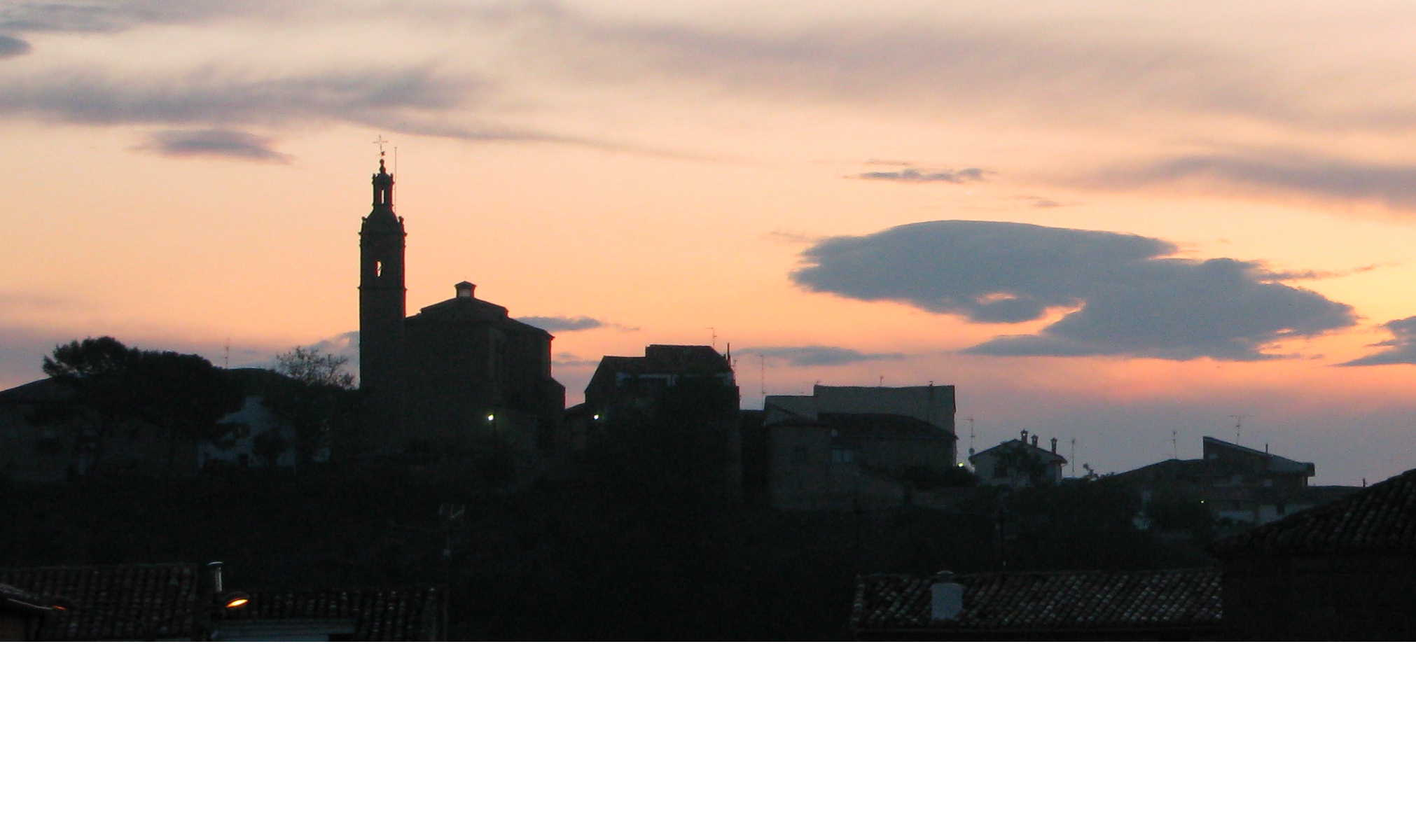
Sansol, de nuit.

## Administration
Le secrétaire de mairie est aussi celui de El Busto et Desojo[réf. nécessaire].

## Démographie
| Évolution démographique                                 | Évolution démographique | Évolution démographique | Évolution démographique | Évolution démographique | Évolution démographique | Évolution démographique | Évolution démographique | Évolution démographique | Évolution démographique | Évolution démographique |
| 1996                                                    | 1998                    | 1999                    | 2000                    | 2001                    | 2002                    | 2003                    | 2004                    | 2005                    | 2006                    | 2007                    |
| ------------------------------------------------------- | ----------------------- | ----------------------- | ----------------------- | ----------------------- | ----------------------- | ----------------------- | ----------------------- | ----------------------- | ----------------------- | ----------------------- |
| 127                                                     | 124                     | 123                     | 123                     | 125                     | 120                     | 113                     | 110                     | 113                     | 123                     | 119                     |
| Sources : Sansol et instituto de estadística de navarra |                         |                         |                         |                         |                         |                         |                         |                         |                         |                         |

## Culture et patrimoine

### Pèlerinage de Compostelle
Par le Camino francés du Pèlerinage de Saint-Jacques-de-Compostelle, le chemin vient de Los Arcos.
La prochaine halte est Torres del Rio avec son église du Saint-Sépulcre et l'église San Andrés.

### Sources et bibliographie
- (es) Cet article est partiellement ou en totalité issu de l’article de Wikipédia en espagnol intitulé « Sansol » (voir la liste des auteurs).
- Grégoire, J.-Y. & Laborde-Balen, L. , « Le Chemin de Saint-Jacques en Espagne - De Saint-Jean-Pied-de-Port à Compostelle - Guide pratique du pèlerin », Rando Éditions, mars 2006,  (ISBN 2-84182-224-9)
- « Camino de Santiago St-Jean-Pied-de-Port - Santiago de Compostela », Michelin et Cie, Manufacture Française des Pneumatiques Michelin, Paris, 2009,  (ISBN 978-2-06-714805-5)
- « Le Chemin de Saint-Jacques Carte Routière », Junta de Castilla y León, Editorial Everest